# Canopy-Kliffs
Die Canopy-Kliffs sind steil abfallende Kliffs im äußersten Westen der antarktischen Ross Dependency. Sie erstrecken sich in der Queen Elizabeth Range auf der Südostseite des Peletier-Plateaus vom Mount Allsup bis zum Mount Ropar.
Die Nordgruppe der New Zealand Geological Survey Antarctic Expedition (1961–1962) verlieh den Kliffs einen deskriptiven Namen, da sie in ihrer Form an ein Vordach (englisch canopy) erinnern.